# マディ・メスプレ

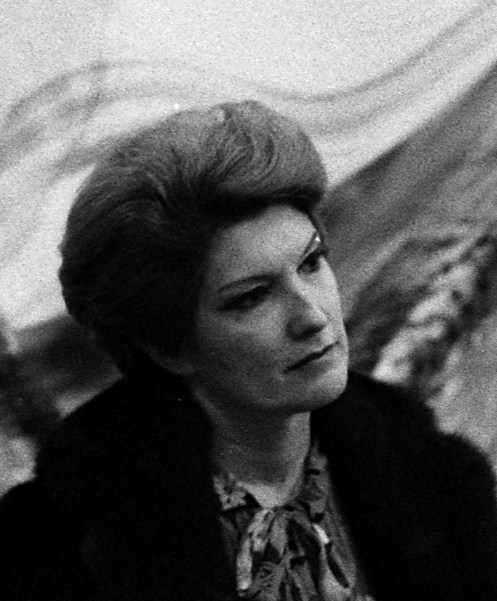
マディ・メスプレ（1975年）

マディ・メスプレ（Mady Mesplé, 1931年3月7日 - 2020年5月30日）は、フランスのオペラ歌手。

## 人物
トゥールーズ高等音楽学校でピアノと声楽を学ぶ。1953年に歌劇『ラクメ』でデビューを果たして以来、フランスの無名の歌劇や芸術歌曲を中心に、数多くの録音をEMIフランスに残してきた。透明感と若々しさが特徴的な声質でリリック・ソプラノとコロラトゥーラ・ソプラノの両方を軽々とこなし、それがいかにもフランス娘らしい愛くるしい顔立ちとあいまって、とりわけオペレッタ歌手として人気が高かった。その後ピエール・ブーレーズがCBSに残したシェーンベルクの『ヤコブの梯子』の録音において、登場人物の一人として参加している。
1985年から1990年までパリのエコール・ノルマル音楽院で声楽科の教授に就任。
「日仏音楽友の会」の発起人の一人であり、2000年および2002年の秋に来日し、AFJAMサロンでマスタークラスや講演会の講師を務めた。京都フランス音楽アカデミーの2006年度招待教授にも任命されている。